# Mabel (piosenkarka)
Mabel Alabama Pearl McVey (ur. 19 lutego 1996 w Maladze) – brytyjsko-szwedzka piosenkarka i autorka tekstów.
Sławę zdobyła w 2017 roku, kiedy to „Finders Keepers” stało się jej pierwszym topowym singlem w Wielkiej Brytanii, a późniejszym „Don't Call Me Up”, które osiągnęło szczyt na trzecim miejscu w UK Singles Chart. Jej debiutancki album „High Expectations” ukazał się w sprzedaży 2 sierpnia 2019.

## Kariera
Kariera Mabel rozpoczęła się w 2015 roku od wydania jej debiutanckiego singla „Know Me Better”. W maju 2017 roku z brytyjskim raperem Kojo Funds wydała utwór „Finders Keepers”, który znalazł się w pierwszej dziesiątce UK Singles Chart. Później w 2017 roku wydała swoje debiutanckie EP Bedroom, a także mixtape Ivy to Roses. Mabel otworzyła się następnie dla angielskiego piosenkarza Harry'ego Stylesa podczas europejskiej części drugiej części trasy, wspierając jego debiutancki album studyjny. Po trasie ze Stylesem rozpoczęła własną trasę koncertową po Wielkiej Brytanii i Europie. W 2018 r. znalazła się na „Ring Ring” obok amerykańskiego rapera Rich the Kida i brytyjskiego DJ-a Jaxa Jonesa. Następnie ponownie wydała swój mixtape Ivy to Roses z nową okładką i zamieściła utwory, które zostały wydane od czasu pierwszego wydania. Później w tym samym roku współtworzyła piosenkę „Blind” dla brytyjskiej grupy Four of Diamonds.
W styczniu 2019 Mabel została nominowana do nagrody Najlepszy brytyjski przełomowy wykonawca na 39th Brit Awards i wydała „Don't Call Me Up”, która zadebiutowała na jedenastym miejscu w UK Singles Chart. Utwór osiągnął trzecią pozycję, stając się największym przebojem Mabel do tej pory. 7 czerwca 2019 r. wydała „Mad Love”, drugi singiel z debiutanckiego albumu High Expectations, który zadebiutował na 18. miejscu w Wielkiej Brytanii. Pod koniec roku 2019 otrzymała trzy nominacje do 40th Brit Awards z czego wygrała w jednej z nich w kategorii Najlepsza brytyjska artystka.

## Życie prywatne
Mabel jest córką brytyjskiego producenta nagrań Massive Attack Camerona McVeya i szwedzkiej piosenkarki Neneh Cherry pochodzenia sierraleońskiego ze strony ojca. Jej przyrodni brat to były wokalista Mattafix – Marlon Roudette, syn jej ojca z pierwszego związku. Urodziła się w Hiszpanii, gdzie jej rodzice mieszkali przez kilka lat po przeprowadzce z Nowego Jorku w 1993 roku. Kiedy Mabel miała 3 lata, jej rodzina przeniosła się do Londynu, by kilka lat później osiąść w Sztokholmie. Mabel wychowywała się krążąc między ojczystą dla jej ojca Wielką Brytanią, a rodzimą dla jej matki Szwecją, co przełożyło się na jej dwujęzyczność. Mówi biegle po angielsku, w którym nagrywa muzykę, znając jednocześnie język szwedzki.

## Dyskografia

### Albumy studyjne
| Rok  | Dane dot. albumu                                                                                               | Najwyższe pozycje na listach | Najwyższe pozycje na listach | Najwyższe pozycje na listach | Najwyższe pozycje na listach | Najwyższe pozycje na listach | Najwyższe pozycje na listach | Najwyższe pozycje na listach | Certyfikaty                                |
| Rok  | Dane dot. albumu                                                                                               | UK                           | AUS                          | CAN                          | FRA                          | IRE                          | NLD                          | US                           | Certyfikaty                                |
| ---- | --- | ---------------------------- | ---------------------------- | ---------------------------- | ---------------------------- | ---------------------------- | ---------------------------- | ---------------------------- | ------------------------------------------ |
| 2019 | High Expectations - Wydany: 2 sierpnia - Wytwórnia: Polydor Records - Format: CD, kaseta, LP, digital download | 3                            | 70                           | 47                           | 80                           | 5                            | 41                           | 198                          | - UK: srebrna płyta - POL: platynowa płyta |
| 2022 | About Last Night... - Wydany: 15 lipca - Wytwórnia: Polydor Records - Format: CD, kaseta, LP, digital download | 2                            | –                            | –                            | –                            | 39                           | –                            | –                            |                                            |

### Mixtape'y
| Rok  | Dane dot. albumu                                                                                           | Najwyższe pozycje na listach | Najwyższe pozycje na listach | Najwyższe pozycje na listach | Najwyższe pozycje na listach | Najwyższe pozycje na listach | Certyfikaty       |
| Rok  | Dane dot. albumu                                                                                           | UK                           | CAN                          | DEN                          | FRA                          | IRE                          | Certyfikaty       |
| ---- | --- | ---------------------------- | ---------------------------- | ---------------------------- | ---------------------------- | ---------------------------- | ----------------- |
| 2017 | Ivy to Roses - Wydany: 13 października (UK) - Reedycja: 18 stycznia 2019 (UK) - Wytwórnia: Polydor Records | 28                           | 95                           | 32                           | 136                          | 58                           | - UK: złota płyta |

### EP
| Rok           | Dane dot. albumu | Lista utworów |
| ------------- | --- | --- |
| 2017          | Bedroom - Wydany: 26 maja 2017 - Wytwórnia: Polydor - Format: Streaming                                                               | \| Lista utworów \| Lista utworów \| Lista utworów \| \| Nr \| Tytuł utworu \| Długość \| \| ------------- \| ------------------------------------------------------------------------------------------------------------------------------------- \| ------------- \| \| 1. \| „Bedroom” (Autorzy: Mabel McVey, Sarah Aarons, Thomas Hull • Producenci: Josh Crocker, Lorna Blackwood, Kid Harpoon) \| 3:34 \| \| 2. \| „Finders Keepers” ((ft. Kojo Funds) Autorzy: McVey, Jordan D Reid, Stephen Marsden, Marlon Roudette, Errol Bellot • Producenci: Reid) \| 4:31 \| \| 3. \| „Ride or Die” (Autorzy: McVey, Josh Crocker, Joel Pott • Producenci: Crocker) \| 3:18 \| \| 4. \| „Talk About Forever” (Autorzy: McVey, Pott • Producenci: Pott) \| 3:41 \| \| \| \| 15:04 \| |
| Lista utworów | | |
| Nr            | Tytuł utworu | Długość |
| 1.            | „Bedroom” (Autorzy: Mabel McVey, Sarah Aarons, Thomas Hull • Producenci: Josh Crocker, Lorna Blackwood, Kid Harpoon)                  | 3:34 |
| 2.            | „Finders Keepers” ((ft. Kojo Funds) Autorzy: McVey, Jordan D Reid, Stephen Marsden, Marlon Roudette, Errol Bellot • Producenci: Reid) | 4:31 |
| 3.            | „Ride or Die” (Autorzy: McVey, Josh Crocker, Joel Pott • Producenci: Crocker)                                                         | 3:18 |
| 4.            | „Talk About Forever” (Autorzy: McVey, Pott • Producenci: Pott)                                                                        | 3:41 |
|               | | 15:04 |

### Single

#### Jako główny artysta
| Rok  | Tytuł                                            | Najwyższe pozycje na listach | Najwyższe pozycje na listach | Najwyższe pozycje na listach | Najwyższe pozycje na listach | Najwyższe pozycje na listach | Najwyższe pozycje na listach | Najwyższe pozycje na listach | Najwyższe pozycje na listach | Najwyższe pozycje na listach | Najwyższe pozycje na listach | Certyfikaty | Album                                    |
| Rok  | Tytuł                                            | UK                           | AUS                          | BEL (Fl)                     | GER                          | IRE                          | NLD                          | NZ                           | SWE                          | SWI                          | US                           | Certyfikaty | Album                                    |
| ---- | ------------------------------------------------ | ---------------------------- | ---------------------------- | ---------------------------- | ---------------------------- | ---------------------------- | ---------------------------- | ---------------------------- | ---------------------------- | ---------------------------- | ---------------------------- | --- | ---------------------------------------- |
| 2015 | „Know Me Better”                                 | –                            | –                            | –                            | –                            | –                            | –                            | –                            | –                            | –                            | –                            | | singel niealbumowy                       |
| 2015 | „My Boy My Town”                                 | –                            | –                            | –                            | –                            | –                            | –                            | –                            | –                            | –                            | –                            | | singel niealbumowy                       |
| 2016 | „Thinking of You”                                | –                            | –                            | –                            | –                            | –                            | –                            | –                            | –                            | –                            | –                            | | High Expectations (edycja japońska)      |
| 2017 | „Finders Keepers” (gośc. Kojo Funds)             | 8                            | –                            | –                            | –                            | 45                           | –                            | –                            | –                            | –                            | –                            | - UK: platynowa płyta | Bedroom                                  |
| 2017 | „Bedroom”                                        | –                            | –                            | –                            | –                            | –                            | –                            | –                            | –                            | –                            | –                            | | Bedroom                                  |
| 2017 | „Begging”                                        | –                            | –                            | –                            | –                            | –                            | –                            | –                            | –                            | –                            | –                            | | Ivy to Roses                             |
| 2017 | „My Lover” (Remix) (oraz Not3s)                  | 14                           | –                            | –                            | –                            | 47                           | –                            | –                            | –                            | –                            | –                            | - UK: platynowa płyta | Ivy to Roses High Expectations           |
| 2018 | „Fine Line” (gośc. Not3s)                        | 11                           | –                            | –                            | –                            | 38                           | –                            | –                            | –                            | –                            | –                            | | Ivy to Roses High Expectations           |
| 2018 | „Cigarette” (oraz Raye i Stefflon Don)           | 41                           | –                            | –                            | –                            | 74                           | –                            | –                            | –                            | –                            | –                            | | Ivy to Roses High Expectations           |
| 2018 | „Ring Ring” (oraz Jax Jones; gośc. Rich the Kid) | 12                           | –                            | –                            | –                            | 15                           | –                            | –                            | –                            | –                            | —                            | | Ivy to Roses High Expectations           |
| 2018 | „One Shot”                                       | 44                           | –                            | –                            | –                            | 64                           | –                            | –                            | –                            | –                            | –                            | | High Expectations                        |
| 2019 | „Don't Call Me Up”                               | 3                            | 16                           | 2                            | 10                           | 3                            | 2                            | 19                           | 10                           | 9                            | 66                           | - UK: platynowa płyta - AUS: platynowa płyta - BEL: złota płyta - NZ: złota płyta - SWE: platynowa płyta - US: złota płyta - POL: 3x platynowa płyta | High Expectations                        |
| 2019 | „Mad Love”                                       | 8                            | 67                           | 50                           | 54                           | 6                            | 33                           | –                            | 75                           | 46                           | –                            | - UK: złota płyta - POL: 2x platynowa płyta | High Expectations                        |
| 2019 | „OK (Anxiety Anthem)”                            | –                            | –                            | –                            | –                            | –                            | –                            | –                            | –                            | –                            | –                            | | High Expectations                        |
| 2019 | „God Is a Dancer” (oraz Tiësto)                  | 15                           | –                            | –                            | –                            | 25                           | 37                           | –                            | 56                           | –                            | —                            | - UK: srebrna płyta - POL: platynowa płyta | High Expectations The London Sessions    |
| 2019 | „Loneliest Time of Year”                         | –                            | –                            | –                            | –                            | –                            | –                            | –                            | –                            | –                            | –                            | | Christmas                                |
| 2020 | „Boyfriend”                                      | 10                           | –                            | —                            | –                            | 9                            | –                            | –                            | –                            | –                            | –                            | - UK: złota płyta | High Expectations (digital bonus tracks) |
| 2020 | „West Ten” (oraz AJ Tracey)                      | 5                            | –                            | –                            | –                            | 16                           | –                            | –                            | –                            | –                            | –                            | - UK: srebrna płyta | High Expectations (digital bonus tracks) |
| 2020 | „Tick Tock” (oraz Clean Bandit; gośc. 24kGoldn)  | 36                           | 61                           | –                            | 48                           | 13                           | 27                           | —                            | 94                           | 17                           | —                            | - UK: złota płyta - BEL (Fl): złota płyta - POL: platynowa płyta                                                                                     | High Expectations (digital bonus tracks) |
| 2021 | „Let Them Know”                                  | 19                           | –                            | –                            | –                            | 19                           | 11                           | –                            | —                            | –                            | –                            | | About Last Night...                      |
| 2021 | „Take It Home”                                   | –                            | –                            | –                            | –                            | –                            | –                            | –                            | –                            | –                            | –                            | | Pokémon 25: The Album                    |
| 2021 | „Time After Time” (Cyndi Lauper's cover)         | 71                           | –                            | –                            | –                            | –                            | –                            | –                            | –                            | –                            | –                            | | Christmas                                |
| 2022 | „Good Luck” (oraz Jax Jones i Galantis)          | 45                           | –                            | –                            | –                            | –                            | –                            | –                            | –                            | –                            | –                            | | About Last Night...                      |
| 2022 | „Overthinking” (oraz 24kGoldn)                   | 88                           | –                            | –                            | –                            | –                            | –                            | –                            | –                            | –                            | –                            | |                                          |
| 2024 | „Look at My Body Pt. II” (gośc. Shygirl)         | –                            | –                            | –                            | –                            | –                            | –                            | –                            | –                            | –                            | –                            | |                                          |
| 2024 | „Female Intuition”                               | –                            | –                            | –                            | –                            | –                            | –                            | –                            | –                            | –                            | –                            | |                                          |

#### Single promocyjne
| Rok  | Tytuł                           | Pozycja na listach przebojów | Album               |
| Rok  | Tytuł                           | UK                           | Album               |
| ---- | ------------------------------- | ---------------------------- | ------------------- |
| 2019 | „Bad Behaviour”                 | 94                           | High Expectations   |
| 2022 | „Let Love Go” (gośc. Lil Tecca) | –                            | About Last Night... |
| 2022 | „Crying on the Dancefloor”      | –                            | About Last Night... |
| 2024 | „Vitamins”                      | –                            |                     |

#### Jako artysta gościnny
| Rok  | Tytuł                                             | Pozycja na liście przebojów | Album |
| Rok  | Tytuł                                             | UK                          | Album |
| ---- | ------------------------------------------------- | --------------------------- | ----- |
| 2018 | „Plug Walk” (Rich the Kid; gośc. Mabel)           | –                           |       |
| 2020 | „Times Like These” (członek Live Lounge Allstars) | 1                           |       |

## Nagrody i nominacje
| Rok  | Nagroda       | Kategoria                          | Rezultat  |
| ---- | ------------- | ---------------------------------- | --------- |
| 2017 | Grammis       | Best Swedish Newcomer              | Nominacja |
| 2017 | MOBO Awards   | Best Female Act                    | Nominacja |
| 2017 | MOBO Awards   | Best Newcomer                      | Nominacja |
| 2018 | MTV Brand New | Brand New                          | Wygrana   |
| 2019 | Brit Awards   | British Breakthrough Act           | Nominacja |
| 2019 | MTV EMA       | Najlepszy debiut                   | Nominacja |
| 2019 | MTV EMA       | Najlepszy artysta w serii MTV Push | Nominacja |